# Mycalesis tunicula
Mycalesis tunicula är en fjärilsart som beskrevs av Hans Fruhstorfer 1911. Mycalesis tunicula ingår i släktet Mycalesis och familjen praktfjärilar. Inga underarter finns listade i Catalogue of Life.